# Cocoa Touch
Cocoa Touch es un API para la creación de programas para el iPad, iPhone y iPod Touch de la compañía Apple Inc.
Cocoa Touch proporciona una capa de abstracción al sistema operativo iOS.
Cocoa Touch se basa en el set de herramientas que proporciona el API de Cocoa para crear programas sobre la plataforma macOS.
Herramientas para desarrollar aplicaciones basadas en Cocoa Touch se incluyen en el SDK de iOS.